# João Camacho
João Camacho (Funchal, 23 de junio de 1994) es un futbolista portugués. Juega de centrocampista y su equipo es el Fatih Karagümrük S. K. de la Superliga de Turquía.

## Clubes
| Club                    | País     | Año       |
| ----------------------- | -------- | --------- |
| C. D. Nacional          | Portugal | 2013-2016 |
| S. D. Compostela        | España   | 2016      |
| R. C. Celta de Vigo "B" | España   | 2016-2017 |
| C. D. Nacional          | Portugal | 2017-2022 |
| Moreirense F. C.        | Portugal | 2022-2024 |
| Fatih Karagümrük S. K.  | Turquía  | 2024-     |

## Palmarés

### Campeonatos nacionales
| Título                       | Club           | País     | Año     |
| ---------------------------- | -------------- | -------- | ------- |
| Segunda División de Portugal | C. D. Nacional | Portugal | 2017-18 |